# Das Denver-Attentat
Das Denver-Attentat ist ein kanadischer Actionthriller des Regisseurs Douglas Jackson aus dem Jahr 2002. Der Verweistitel ist Bombenanschlag – Die Jagd auf den Attentäter.

## Handlung
In Denver wird ein öffentliches Gebäude durch eine Explosion zerstört. Zu den Opfern gehört eine Freundin der FBI-Agentin Rachel Anderson. Bald wird ein Verdächtiger festgenommen, Evan Harper. Anderson bewacht ihn, doch trotz der Sicherheitsvorkehrungen wird Harper am Tag der Urteilsverkündung durch eine Bombe getötet, die als Teil der Ausrüstung eines Fernsehreporters eingeschmuggelt und ferngezündet wird.
Anderson ermittelt und entlarvt eine Verschwörung, die seit Jahrzehnten die Regierung bekämpft, jedoch für einige Jahre ihre Aktionen einstellte. Sie und ihr Kollege Timothy Sandburg vereiteln einen weiteren Bombenanschlag auf ein Hotel; dabei wird Sandburg in einer Schießerei verwundet. Die überlebenden Attentäter entkommen. Anderson werden auf elektronischem Wege Beweise gegen ihren Vorgesetzten Edwards zugespielt. Edwards wird überführt, Beweise gegen Harper, der sich als unschuldig herausstellt, gefälscht zu haben.

## Kritiken
„Action-Thriller mit durchaus ernsthaftem US-kriminalistischen Hintergrund.“

„Spannender Action-Thriller, der entfernt auf dem Anschlag in Oklahoma 1995 basiert“

## Einzelbelege
1. ↑  Das Denver-Attentat. In: Lexikon des internationalen Films. Filmdienst, abgerufen am 6. März 2017.
2. ↑  Das Denver-Attentat. In: TVDirect. Archiviert vom Original am 28. September 2007; abgerufen am 13. August 2007.